# Sherwin Seedorf
Sherwin Dandery Seedorf (Rotterdam, 17 marzo 1998) è un calciatore olandese, attaccante del Banga Gargždai.

## Biografia
Nato in Suriname, è lontanamente imparentato con l'ex calciatore Clarence Seedorf.

## Caratteristiche tecniche
È un'ala sinistra che ha nella velocità e il dribbling i suoi punti di forza.

## Carriera
Dopo aver iniziato la carriera nel NAC Breda e nell'Excelsior, nel 2009 è entrato a far parte delle giovanili del Feyenoord, dove è rimasto per sette anni, prima di giocare per la Nike Academy. Nel 2017 è stato acquistato dal Wolverhampton, dove ha trascorso una stagione con la formazione Under-23.
Nel giugno del 2018 è stato ceduto in prestito al Bradford City in Football League One, con cui ha debuttato fra i professionisti disputando l'incontro di campionato vinto 1-0 contro lo Shrewsbury Town del 4 agosto. Nel gennaio del 2019 è passato sempre in prestito al Jumilla, mentre sei mesi più tardi ha firmato un contratto biennale con gli scozzesi del Motherwell.